# 谷口崇 (アニメクリエイター)
谷口 崇（たにぐち たかし、1985年5月27日 - ）は、日本のアニメクリエーター。個人サイトの「むっちり村」で作品を公開している。

## 来歴
福岡県福岡市出身。血液型はB型。久留米大学附設中学校・高等学校、九州大学芸術工学部卒業。卒業後はバンダイに就職し、玩具やカードゲームのプロデューサーをしていた。
中学・高校の同級生である松居大悟とM-1グランプリに2002年～2006年まで毎年出場した。
サイトで公開されているコンテンツの中にはさまざまな賞を受賞しているアニメもある。ほぼすべて一人で制作していること、絵柄の陰影が強いことが特徴。
2010年6月2日には、同名のDVD「むっちり村」も発売された。

## 受賞、上映、放送歴
本人ウェブサイトより
受賞歴
- 『森の安藤』
  - 2006 TBS DigiCon6+2 奨励賞
  - 2007 NHK デジタルスタジアム 中島信也セレクション
  - 2007 第5回 インディーズアニメフェスタノミネート
  - 2007 第19回 DoGA CGアニメコンテスト 外伝入選
  - 2007 NHK デジタルスタジアム 上半期・中谷セレクション
  - 2007 トロント日本短編映画祭2007 Festival Choice Award
  - 2008 ザグレブアニメ映画祭 ノミネート
- 『むきだしの光子』
  - 2007 第5回 AQコンテンツコンテスト2007 準グランプリ
  - 2007 第19回 DoGA CGアニメコンテスト 入選、会場審査特別賞：大阪会場1位・東京会場2位

上映・放送歴
- 『茂雄はハンサム』
  - 2008 トロント日本短編映画祭2008にて上映
- 『森の安藤』
  - 2007 東京アニメアワードフェスティバル2007 (TAAF'07) 招待上映
  - 2007 NHK デジスタ・プチ劇場にて放映
  - 2007 フラノショートムービーフェスタ2007 招待上映
  - 2007 DREAMS COME TRUE WONDERLAND 2007 - プレイベントにて『森の安藤 ドリカムVer.』上映
  - 2007 第31回 シナニマ国際アニメーション映画祭にて上映
  - 2007 第12回 シエナ国際短編映画祭にて上映
  - 2008 2008世界遺産のまち ひめじ国際短編映画祭にて上映
  - 2008 shibuya1000 SHIBUYA ART PROJECTにて上映
- 『むきだしの光子』
  - 2008 東京アニメアワードフェスティバル2008 (TAAF'08) 招待上映
  - 2010 トロント日本短編映画祭2010

## 主な作品

### WEBアニメ

#### むっちり村（個人サイト）
現在、ウェブサイト上に発表されているアニメは9本である。
- 悪いのを倒せ!!サラリーマンマン
作者が一番目に作ったアニメ。
- 茂雄はハンサム
- 森の安藤
- 名探偵ゴードン
- 荒くれ純一の涙
- むきだしの光子
- ヌードバッター鉄雄
- おなら吾郎
- おしり前マン
- ダッピィズ

#### 配信
- 小奥（フジテレビ大奥公式サイト、YouTubeにて無料配信） - 脚本・作画・声・編集[3]
- いっぽう日本昔ばなし（UULA、ゲオチャンネル、アニマックス、ビデオマーケット、dTV、dアニメストア、TSUTAYA TV） - 脚本・作画・声
- もーれつ50音太郎 - 監督・脚本・コンテ・作画・声
- こちらUHA味覚糖株式会社広報室ぶっちょくんPR部 ぷっちょ部長（ぷっちょ部長公式Twitterにて無料配信） - キャラクターデザイン・作画[4]

### テレビアニメ
- 闇芝居第3期（テレビ東京、1-2、4-6、9-11、13話） - 監督
- ピコ太郎のララバイラーラバイ[5] - 監督・キャラクターデザイン
- ダッピィズ 天気予報（TVQ九州放送、2017年5月3日 - 、配信版は『ダッピィズ(お天気情報なしver.)』としてYouTubeにて無料配信）
- ヨーデルの女（チューリップテレビ、2017年9月22日 - 、YouTubeにて無料配信） - 演出・作画
  - ヨーデルの女 天気予報（チューリップテレビ、2017年10月21日 - 、未配信） - 演出・作画
- 俺たちゃ妖怪人間 - キャラクターデザイン・キャラクター作画

### OVA
- ぴったらず（2013年、ティ・ジョイ）

### ミュージックビデオ
- 苦苦★念仏（八十八ヶ所巡礼）
- Untouchable （超学生）

### 漫画
- どろどろねっちょりランド（『comico PLUS』連載、2016年1月22日 - 2016年4月3日）

### テレビ番組
- じっくり聞いタロウ - マスコットキャラクターデザイン・作画

### 映画
- 東京オンリーピック『ドーピング自由形』 - 監督